# Amphisbetia trispinosa
Amphisbetia trispinosa is een hydroïdpoliep uit de familie Sertulariidae. De poliep komt uit het geslacht Amphisbetia. Amphisbetia trispinosa werd in 1875 voor het eerst wetenschappelijk beschreven door Coughtrey. 